# Austria's Next Top Model (prima edizione)
La prima stagione di "Austria's Next Top Model" è andata in onda dall'8 gennaio al 9 febbraio 2009 sul canale PULS4, condotta dalla modella, e vincitrice della prima edizione di Germany's Next Top Model, Lena Gercke; accanto a lei in qualità di giudici vi erano il capo dell'agenzia di moda Wiener Models, Andrea Weidler e l'insegnante di portamento Alamande Belfor.

Sin dalla prima serie, vi sono state delle controversie nello show; la prima fu una lotta legale per plagio con un altro reality, che va sotto il nome di Österreichs Nächstes Topmodel e poi la scoperta che una delle concorrenti, Tamara Puljarevic era la figlia del capo esecutivo della rivista Miss, nel quale si è tenuto il servizio per la vincitrice, che alla fine è stata la sedicenne Larissa Marolt, la quale ha anche ricevuto l'opportunità di partecipare alla quarta stagione di Germany's Next Top Model, classificandosi ottava.

Come per il format tedesco, anche in quello austriaco le ragazze non vengono chiamate in base ad una classifica, ma una per volta nella stanza dei giudici, dove apprendono se passano al prossimo turno o meno.

## Contestants
(L'età si riferisce al tempo della messa in onda del programma)
| Concorrente             | Età | Altezza | Provenienza                    | Posizione                 |
| ----------------------- | --- | ------- | ------------------------------ | ------------------------- |
| Piroschka Khyo          | 16  | 178 cm  | Wiener Neustadt                | Eliminata nell'episodio 2 |
| Birgit Königstorfer     | 22  | 173 cm  | Linz                           | Eliminata nell'episodio 3 |
| Kordula Stöckl          | 21  | 177 cm  | Navis                          | Eliminate nell'episodio 4 |
| Christiane Pliem        | 17  | 173 cm  | Bad Mitterndorf                | Eliminate nell'episodio 4 |
| Julia Mähder            | 20  | 177 cm  | Vienna                         | Eliminata nell'episodio 5 |
| Kim Sade-Tiroch         | 17  | 180 cm  | Granducato di Baden            | Eliminata nell'episodio 6 |
| Constanzia Delort-Laval | 16  | 173 cm  | Vienna                         | Quarta classificata       |
| Tamara Puljarevic       | 18  | 173 cm  | Vienna                         | Terza classificata        |
| Victoria Hooper         | 16  | 174 cm  | Vienna                         | Seconda classificata      |
| Larissa Marolt          | 16  | 175 cm  | Sankt Kanzian am Klopeiner See | Vincitrice                |

### Ordine di eliminazione
| Order | Episodi    | Episodi    | Episodi    | Episodi    | Episodi    | Episodi    | Episodi    | Episodi  | Episodi  |
| Order | 1          | 2          | 3          | 4          | 5          | 6          | 7          | 7        | 7        |
| ----- | ---------- | ---------- | ---------- | ---------- | ---------- | ---------- | ---------- | -------- | -------- |
| 01    | Kim        | Victoria   | Tamara     | Kim        | Victoria   | Victoria   | Larissa    | Victoria | Larissa  |
| 02    | Constanzia | Larissa    | Larissa    | Larissa    | Larissa    | Tamara     | Victoria   | Larissa  | Victoria |
| 03    | Tamara     | Kordula    | Christiane | Julia      | Kim        | Larissa    | Tamara     | Tamara   |          |
| 04    | Victoria   | Tamara     | Victoria   | Victoria   | Constanzia | Constanzia | Constanzia |          |          |
| 05    | Julia      | Julia      | Kordula    | Tamara     | Tamara     | Kim        |            |          |          |
| 06    | Larissa    | Kim        | Julia      | Constanzia | Julia      |            |            |          |          |
| 07    | Birgit     | Christiane | Constanzia | Christiane |            |            |            |          |          |
| 08    | Kordula    | Constanzia | Kim        | Kordula    |            |            |            |          |          |
| 09    | Piroschka  | Birgit     | Birgit     |            |            |            |            |          |          |
| 10    | Christiane | Piroschka  |            |            |            |            |            |          |          |

     La concorrente è stata eliminata
     La concorrente ha vinto il concorso

### Servizi
- Episodio 1: Servizio fotografico sfilata a Coblenza
- Episodio 2: Casual
- Episodio 3: La sfera della vita in stile biblico / Regine dei ghiacci sugli sci
- Episodio 4: Body Painting
- Episodio 5: Calendario "Mondi di cristallo"
- Episodio 6: Miss da copertina / Campagna pubblicitaria "Made in Austria"
- Episodio 7: Servizio fotografico campagna Swarovski / Tradizione e modernità